# Дяченко Лавр Іванович
Лавр (Лаврентій) Іванович Дяченко (нар.. 10 (23) серпня 1900, с. Грунь, Охтирський повіт, Харківська губернія— пом.. 22 грудня 1937, Київ, Українська РСР) — український поет і публіцист.

## Біографія
Лавр Дяченко народився 1900 року в с. Грунь на Сумщині. Освіту здобув самотужки. У 1920-х рр. з приходом до влади більшовиків працював у Полтаві. Там він редагував газети «Робітник» і «Більшовик Полтавщини», журнал «Наше слово» у Полтаві, а у 1930-х рр. — газету «Селянин Харківщини». Також друкував свої вірші у місцевій пресі.
Належав до літературної групи «Гроно». 1922 року вийшла друком перша (і остання) збірка віршів «Червоний шлях» у Зінькові. У наступні роки Лавр Дяченко спробував свої сили у публіцистиці. Він збирав матеріал для історико-публіцистичного нарису «Боротьба за радянську владу на Полтавщині в 1917-1918 рр.». Ця праця бувала опублікована 1928 року у Києві. Одним з перших переклав українською мовою «Інтернаціонал».
У тридцятих роках поет працював у Харкові та Києві. Він писав вірші, публіцистичні статті. Від 1934 року працював інспектором та начальником Інституту української літератури в системі Народного комісаріату освіти УРСР в Києві.
21 листопада 1937 року Лавра Дяченка заарештовано за звинуваченням у антирадянській діяльності під час сумнозвісної «операции по борьбе с кулачеством, уголовниками и иными антиобщественными элементами». Через декілька тижнів, 12 грудня його було розстріляно.
1956 року Дяченка було посмертно реабілітовано.

## Ушанування пам'яті
Образ Лавра Дяченка відтворив Семен Журахович у повісті «Нам тоді було по двадцять», яка побачила світ у Києві 1967 року.